# Звановиці (Ниський повіт)
Звановиці (пол. Zwanowice, нім. Schwandorf) — село в Польщі, у гміні Отмухув Ниського повіту Опольського воєводства.
Населення — 102 особи (2011).
У 1975-1998 роках село належало до Опольського воєводства.

## Демографія
Демографічна структура станом на 31 березня 2011 року:
|          | Загалом | Допрацездатний вік | Працездатний вік | Постпрацездатний вік |
| -------- | ------- | ------------------ | ---------------- | -------------------- |
| Чоловіки | 57      | 13                 | 41               | 3                    |
| Жінки    | 45      | 5                  | 33               | 7                    |
| Разом    | 102     | 18                 | 74               | 10                   |